# グレン・マザラ
グレン・マザラ（Glen Mazzara）は、アメリカ合衆国のテレビプロデューサー、脚本家である。

## キャリア
1998年に『刑事ナッシュ・ブリッジス』の第4シーズンで脚本家デビューする。
2000年代には『ザ・シールド ルール無用の警察バッジ』でプロデューサーデビューする。
2008年にはアカデミー作品賞を受賞した同名の映画を原作とした『crash クラッシュ』でヘッド・ライター、ショーランナーを務めた。第1シーズン終了後に降板したが、第2シーズンでもコンサルティング・プロデューサーとしてクレジットされている。
2009年に『しあわせの処方箋』、2010年には『ウォーキング・デッド』に脚本、製作総指揮として参加する。
2011年7月27日、降板したフランク・ダラボンに代わって『ウォーキング・デッド』のショーランナーを務めることが報じられた。

## フィルモグラフィ

### 製作
| 年   | 作品名                                         | 役割                                   | 備考                  |
| ---- | ---------------------------------------------- | -------------------------------------- | --------------------- |
| 2012 | ウォーキング・デッド The Walking Dead          | 製作総指揮                             | 第3シーズン（製作中） |
| 2011 | ウォーキング・デッド The Walking Dead          | 製作総指揮                             | 第2シーズン           |
| 2010 | しあわせの処方箋 Hawthorne                     | 製作総指揮                             | 第2シーズン           |
| 2009 | しあわせの処方箋 Hawthorne                     | 製作総指揮                             | 第1シーズン           |
| 2009 | crash クラッシュ Crash                         | コンサルティング・プロデューサー       | 第2シーズン           |
| 2008 | crash クラッシュ Crash                         | 製作総指揮                             | 第1シーズン           |
| 2007 | Life 真実へのパズル Life                       | 共同製作総指揮                         | 第1シーズン           |
| 2007 | ザ・シールド ルール無用の警察バッジ The Shield | 製作総指揮                             | 第6シーズン           |
| 2006 | 交渉人 〜Standoff Standoff                     | 製作総指揮                             | 第1シーズン           |
| 2006 | ザ・シールド ルール無用の警察バッジ The Shield | 製作総指揮                             | 第5シーズン           |
| 2005 | ザ・シールド ルール無用の警察バッジ The Shield | 共同製作総指揮                         | 第4シーズン           |
| 2004 | ザ・シールド ルール無用の警察バッジ The Shield | スーパーバイジング・プロデューサー     | 第3シーズン           |
| 2003 | ザ・シールド ルール無用の警察バッジ The Shield | 製作                                   | 第2シーズン           |
| 2002 | ザ・シールド ルール無用の警察バッジ The Shield | エグゼクティヴ・ストーリー・エディター | 第1シーズン           |

### 脚本
| 年   | 作品名                                         | エピソード                           | 備考                                          |
| ---- | ---------------------------------------------- | ------------------------------------ | --------------------------------------------- |
| 2012 | ウォーキング・デッド The Walking Dead          | 壊れゆく人格 "Beside the Dying Fire" | 第2シーズン第13話 ロバート・カークマンと共同  |
| 2012 | ウォーキング・デッド The Walking Dead          | 深い森の中で "Better Angels"         | 第2シーズン第12話 イヴァン・ライリーと共同    |
| 2012 | ウォーキング・デッド The Walking Dead          | 決闘 "18 Miles Out"                  | 第2シーズン第10話 スコット・M・ギンプルと共同 |
| 2011 | ウォーキング・デッド The Walking Dead          | 命の代償 "Bloodletting"              | 第2シーズン第2話                              |
| 2010 | ウォーキング・デッド The Walking Dead          | 救いを求めて "Wildfire"              | 第1シーズン第5話                              |
| 2010 | しあわせの処方箋 Hawthorne                     | 新天地 "No Excuses"                  | 第2シーズン第1話                              |
| 2009 | しあわせの処方箋 Hawthorne                     | 命のために "Mother's Day"            | 第1シーズン第9話                              |
| 2009 | しあわせの処方箋 Hawthorne                     | 役割と情熱 "All the Wrong Places"    | 第1シーズン第4話                              |
| 2008 | crash クラッシュ Crash                         | Pilot                                |                                               |
| 2007 | Life 真実へのパズル Life                       | 隠された真実 "Let Her Go"            | 第1シーズン第3話                              |
| 2007 | ザ・シールド ルール無用の警察バッジ The Shield | 重すぎた罪 "Haunts"                  | 第6シーズン第5話                              |
| 2006 | 交渉人 〜Standoff Standoff                     | "Life Support"                       | 第1シーズン第5話                              |
| 2006 | ザ・シールド ルール無用の警察バッジ The Shield | 命の代金 "Smoked"                    | 第5シーズン第9話                              |
| 2006 | ザ・シールド ルール無用の警察バッジ The Shield | 探り合い "Jailbait"                  | 第5シーズン第3話                              |
| 2005 | ザ・シールド ルール無用の警察バッジ The Shield | 信念の人 "Ain't That a Shame"        | 第4シーズン第13話                             |
| 2005 | ザ・シールド ルール無用の警察バッジ The Shield | 銃口 "Cut Throat"                    | 第4シーズン第8話                              |
| 2005 | ザ・シールド ルール無用の警察バッジ The Shield | 新しい風 "The Cure"                  | 第4シーズン第1話                              |
| 2004 | ザ・シールド ルール無用の警察バッジ The Shield | 決裂 "On Tilt"                       | 第3シーズン第15話                             |
| 2004 | ザ・シールド ルール無用の警察バッジ The Shield | 迷える者たち "Strays"                | 第3シーズン第11話                             |
| 2004 | ザ・シールド ルール無用の警察バッジ The Shield | プライド "Streaks and Tips"          | 第3シーズン第4話                              |
| 2003 | ザ・シールド ルール無用の警察バッジ The Shield | 決意の時 "Breakpoint"                | 第2シーズン第12話                             |
| 2003 | ザ・シールド ルール無用の警察バッジ The Shield | 序章 "Co-pilot"                      | 第2シーズン第9話                              |
| 2003 | ザ・シールド ルール無用の警察バッジ The Shield | 危険な報酬 "Homewrecker"             | 第2シーズン第6話                              |
| 2003 | ザ・シールド ルール無用の警察バッジ The Shield | 新たなる敵 "The Quick Fix"           | 第2シーズン第1話                              |
| 2002 | ザ・シールド ルール無用の警察バッジ The Shield | 混迷のストリート "Carnivores"        | 第1シーズン第11話                             |
| 2002 | ザ・シールド ルール無用の警察バッジ The Shield | それぞれの関係 "Cupid & Psycho"      | 第1シーズン第8話                              |
| 2002 | ザ・シールド ルール無用の警察バッジ The Shield | 倒錯の街 "The Spread"                | 第1シーズン第3話                              |
| 2000 | 刑事ナッシュ・ブリッジス Nash Bridges          | 狙われたジョー "Skin Trade"          | 第5シーズン第12話                             |
| 1999 | 刑事ナッシュ・ブリッジス Nash Bridges          | 大混乱 "Curveball"                   | 第5シーズン第6話                              |
| 1999 | 刑事ナッシュ・ブリッジス Nash Bridges          | 強盗団緊急出動 "Smash and Grab"      | 第5シーズン第3話                              |
| 1999 | 刑事ナッシュ・ブリッジス Nash Bridges          | 復讐の爆弾 "Boomtown"                | 第4シーズン第18話                             |
| 1999 | 刑事ナッシュ・ブリッジス Nash Bridges          | カージャック殺人 "Gimme Shelter"     | 第4シーズン第13話                             |
| 1998 | 刑事ナッシュ・ブリッジス Nash Bridges          | 戦争ゲーム "Warplay"                 | 第4シーズン第8話                              |